# Seznam beloruskih smučarskih skakalcev
Seznam beloruskih smučarskih skakalcev

## A
Maksim Anisimov

## C
Petr Chaadaev